# Hipgnosis
Hipgnosis byla britská umělecko-designérská skupina specializující se na přebaly hudebních alb rockových interpretů a skupin. Známé jsou jejich přebaly pro Pink Floyd, Genesis, Led Zeppelin, 10cc nebo The Alan Parsons Project. Skupinu Hipgnosis tvořili Storm Thorgerson, Aubrey Powell a později i Peter Christopherson. Hipgnosis vznikli v roce 1968, kdy byl Thorgerson požádán svými přáteli ze skupiny Pink Floyd o přebal k albu A Saucerful of Secrets, a rozpadli se v roce 1983, ačkoliv Thorgerson sám pokračuje v tvorbě přebalů.

## Dílo
| Rok  | Umělec                         | Album                                         |
| ---- | ------------------------------ | --------------------------------------------- |
| 1968 | Pink Floyd                     | A Saucerful of Secrets                        |
| 1968 | The Gods                       | Genesis                                       |
| 1969 | Pink Floyd                     | Soundtrack from the Film More                 |
| 1969 | The Gods                       | To Samuel a Son                               |
| 1969 | Pink Floyd                     | Ummagumma                                     |
| 1970 | The Greatest Show on Earth     | Horizons                                      |
| 1970 | Pink Floyd                     | Atom Heart Mother                             |
| 1970 | Quatermass                     | Quatermass                                    |
| 1970 | The Pretty Things              | Parachute                                     |
| 1970 | The Greatest Show on Earth     | The Going's Easy                              |
| 1970 | Syd Barrett                    | The Madcap Laughs                             |
| 1970 | The Nice                       | Five Bridges                                  |
| 1970 | Toe Fat                        | Toe Fat                                       |
| 1970 | Cochise                        | Cochise                                       |
| 1970 | kompilace                      | Picnic – A Breath of Fresh Air                |
| 1971 | T. Rex                         | Electric Warrior                              |
| 1971 | Toe Fat                        | Toe Fat 2                                     |
| 1971 | Marvin, Welch & Farrar         | Marvin, Welch & Farrar                        |
| 1971 | The Nice                       | Elegy                                         |
| 1971 | Pink Floyd                     | Meddle                                        |
| 1971 | Electric Light Orchestra       | The Electric Light Orchestra                  |
| 1971 | Audience                       | House on the Hill                             |
| 1971 | Edgar Broughton Band           | Edgar Broughton Band                          |
| 1971 | Wishbone Ash                   | Pilgrimage                                    |
| 1971 | Climax Blues Band              | Tightly Knit                                  |
| 1971 | Tear Gas                       | Tear Gas                                      |
| 1971 | Stackridge                     | Stackridge                                    |
| 1972 | Wishbone Ash                   | Argus                                         |
| 1972 | The Nice                       | Autumn '67 - Spring '68                       |
| 1972 | Renaissance                    | Prologue                                      |
| 1972 | Edgar Broughton Band           | Inside Out                                    |
| 1972 | Audience                       | Lunch                                         |
| 1972 | The Pretty Things              | Freeway Madness                               |
| 1972 | Pink Floyd                     | Obscured by Clouds                            |
| 1972 | Blue Mink                      | A Time of Change                              |
| 1972 | Roger Cook                     | Meanwhile...Back at the World                 |
| 1973 | Pink Floyd                     | The Dark Side of the Moon                     |
| 1973 | Roger Cook                     | Minstrel in Flight                            |
| 1973 | Electric Light Orchestra       | On the Third Day                              |
| 1973 | Edgar Broughton Band           | Oora                                          |
| 1973 | Al Stewart                     | Past, Present and Future                      |
| 1973 | Electric Light Orchestra       | ELO 2                                         |
| 1973 | Led Zeppelin                   | Houses of the Holy                            |
| 1973 | Audience                       | You Can't Beat 'em                            |
| 1973 | Roy Harper                     | Lifemask                                      |
| 1973 | Renaissance                    | Ashes Are Burning                             |
| 1973 | Wishbone Ash                   | Wishbone Four                                 |
| 1973 | Wishbone Ash                   | Live Dates                                    |
| 1973 | kompilace                      | Music from Free Creek                         |
| 1973 | Humble Pie                     | Thunderbox                                    |
| 1973 | Emerson, Lake & Palmer         | Trilogy                                       |
| 1974 | Sharks                         | Jab It in Yore Eye                            |
| 1974 | Uno                            | Uno                                           |
| 1974 | Wishbone Ash                   | There's the Rub                               |
| 1974 | Renaissance                    | Turn of the Cards                             |
| 1974 | Roy Harper                     | Valentine                                     |
| 1974 | Roy Harper                     | Flashes from the Archives of Oblivion         |
| 1974 | Bad Company                    | Bad Company                                   |
| 1974 | Genesis                        | The Lamb Lies Down on Broadway                |
| 1974 | Blue Mink                      | Fruity                                        |
| 1974 | Syd Barrett                    | Syd Barrett                                   |
| 1974 | 10cc                           | Sheet Music                                   |
| 1974 | Pink Floyd                     | A Nice Pair                                   |
| 1974 | The Pretty Things              | Silk Torpedo                                  |
| 1974 | UFO                            | Phenomenon                                    |
| 1975 | UFO                            | Force It                                      |
| 1975 | The Pretty Things              | Savage Eye                                    |
| 1975 | Pink Floyd                     | Wish You Were Here                            |
| 1975 | Bad Company                    | Straight Shooter                              |
| 1975 | Renaissance                    | Scheherazade and Other Stories                |
| 1975 | Roy Harper                     | HQ                                            |
| 1975 | Edgar Broughton Band           | A Bunch of 45s                                |
| 1975 | The Greatest Show on Earth     | The Greatest Show on Earth                    |
| 1975 | 10cc                           | The Original Soundtrack                       |
| 1975 | The Pretty Things              | S.F. Sorrow / Parachute (pouze britská verze) |
| 1975 | Al Stewart                     | Modern Times                                  |
| 1975 | Wings                          | Venus and Mars                                |
| 1975 | Alberto y Lost Trios Paranoias | Alberto y Lost Trios Paranoias                |
| 1975 | Caravan                        | Cunning Stunts                                |
| 1975 | Sassafras                      | Wheelin 'n' Dealin                            |
| 1975 | Bob Sargeant                   | First Starring Role                           |
| 1975 | Strife                         | Rush                                          |
| 1975 | The Winkies                    | The Winkies                                   |
| 1976 | AC/DC                          | Dirty Deeds Done Dirt Cheap                   |
| 1976 | Montrose                       | Jump on It                                    |
| 1976 | Wings                          | Wings at the Speed of Sound                   |
| 1976 | Al Stewart                     | Year of the Cat                               |
| 1976 | The Alan Parsons Project       | Tales of Mystery and Imagination              |
| 1976 | Black Sabbath                  | Technical Ecstasy                             |
| 1976 | Genesis                        | A Trick of the Tail                           |
| 1976 | 10cc                           | How Dare You!                                 |
| 1976 | Led Zeppelin                   | The Song Remains the Same                     |
| 1976 | Led Zeppelin                   | Presence                                      |
| 1976 | Brand X                        | Unorthodox Behaviour                          |
| 1976 | Wings                          | Wings over America                            |
| 1976 | UFO                            | No Heavy Petting                              |
| 1976 | Wishbone Ash                   | New England                                   |
| 1977 | Wishbone Ash                   | Front Page News                               |
| 1977 | UFO                            | Lights Out                                    |
| 1977 | Genesis                        | Wind & Wuthering                              |
| 1977 | The Alan Parsons Project       | I Robot                                       |
| 1977 | 10cc                           | Deceptive Bends                               |
| 1977 | Roy Harper                     | Bullinamingvase                               |
| 1977 | Brand X                        | Moroccan Roll                                 |
| 1977 | Sammy Hagar                    | Sammy Hagar                                   |
| 1977 | Al Stewart                     | The Early Years                               |
| 1977 | Sammy Hagar                    | Musical Chairs                                |
| 1977 | Bad Company                    | Burnin' Sky                                   |
| 1977 | Pink Floyd                     | Animals                                       |
| 1977 | Electric Light Orchestra       | The Light Shines On                           |
| 1977 | Peter Gabriel                  | Peter Gabriel (I)                             |
| 1977 | Yes                            | Going for the One                             |
| 1977 | Hawkwind                       | Quark, Strangeness and Charm                  |
| 1977 | Status Quo                     | Live!                                         |
| 1977 | Strawbs                        | Deadlines                                     |
| 1977 | The Moody Blues                | Caught Live + 5                               |
| 1978 | Rick Wright                    | Wet Dream                                     |
| 1978 | David Gilmour                  | David Gilmour                                 |
| 1978 | Styx                           | Pieces of Eight                               |
| 1978 | Todd Rundgren                  | Back to the Bars                              |
| 1978 | XTC                            | Go 2,                                         |
| 1978 | Pezband                        | Laughing in the Dark                          |
| 1978 | Yes                            | Tormato                                       |
| 1978 | Genesis                        | …And Then There Were Three…                   |
| 1978 | Wishbone Ash                   | No Smoke Without Fire                         |
| 1978 | Peter Gabriel                  | Peter Gabriel (II)                            |
| 1978 | Al Stewart                     | Time Passages                                 |
| 1978 | The Alan Parsons Project       | Pyramid                                       |
| 1978 | Black Sabbath                  | Never Say Die!                                |
| 1978 | Renaissance                    | A Song for All Seasons                        |
| 1978 | UFO                            | Obsession                                     |
| 1978 | 10cc                           | Bloody Tourists                               |
| 1979 | UFO                            | Strangers in the Night                        |
| 1979 | Scorpions                      | Lovedrive                                     |
| 1979 | The Alan Parsons Project       | Eve                                           |
| 1979 | Bad Company                    | Desolation Angels                             |
| 1979 | Edgar Broughton Band           | Parlez-Vous English                           |
| 1979 | 10cc                           | Greatest Hits 1972-1978                       |
| 1979 | Led Zeppelin                   | In Through the Out Door                       |
| 1979 | Brand X                        | Product                                       |
| 1979 | Gary Brooker                   | No More Fear of Flying                        |
| 1979 | Steve Hillage                  | Live Herald                                   |
| 1979 | Godley & Creme                 | Freeze Frame                                  |
| 1979 | UK                             | Danger Money                                  |
| 1979 | Mick Taylor                    | Mick Taylor                                   |
| 1980 | The Pretty Things              | Cross Talk                                    |
| 1980 | Brand X                        | Do They Hurt?                                 |
| 1980 | 10cc                           | Look Hear?                                    |
| 1980 | Peter Gabriel                  | Peter Gabriel (III)                           |
| 1980 | Scorpions                      | Animal Magnetism                              |
| 1980 | UFO                            | No Place to Run                               |
| 1980 | Wishbone Ash                   | Just Testing                                  |
| 1981 | UFO                            | The Wild, the Willing and the Innocent        |
| 1981 | Pink Floyd                     | A Collection of Great Dance Songs             |
| 1981 | Rainbow                        | Difficult to Cure                             |
| 1981 | Nick Mason                     | Nick Mason's Fictitious Sports                |
| 1981 | Roger Taylor                   | Fun in Space                                  |
| 1981 | Def Leppard                    | High 'n' Dry                                  |
| 1981 | Yumi Matsutoya                 | Sakuban oai shimasho                          |
| 1982 | Paul McCartney                 | Tug of War                                    |
| 1982 | Rainbow                        | Straight Between the Eyes                     |
| 1982 | The Alan Parsons Project       | Eye in the Sky                                |
| 1982 | Bad Company                    | Rough Diamonds                                |
| 1982 | Led Zeppelin                   | Coda                                          |